# Grolsch
Grolsch is een biermerk dat voor het eerst in 1615 in Groenlo gebrouwen werd door Willem Neerfeldt. De naam Grolsch is het bijvoeglijke naamwoord van Grolle, de oude, Nedersaksische, naam van Groenlo. De brouwerij heet officieel Grolsche Bierbrouwerij.

## Historie
Een van de oorspronkelijke bierbrouwers uit Grol, het huidige Groenlo, was Peter Cuyper, schoonzoon van Neerfeldt, die in 1676 tot meester van het Grolsche brouwgilde werd benoemd. Cuyper overleed in 1684, waarna zijn nakomelingen het bedrijf voortzetten. Tot 1876 werd het bier gebrouwen in de binnenstad van Groenlo. In dat jaar bouwde brouwerij 'De Klok' een nieuwe brouwerij buiten de grachten. In 1895 werd die gekocht door Theo de Groen, telg uit een Zevenaarse brouwersfamilie. In 1897 introduceert Theo de Groen de bekende 1/2 liter-beugelfles: met een porseleinen kop, rubberen ring en een metalen beugel.
Op 3 mei 1922 fuseerde Brouwerij De Klok uit Groenlo met de Twentse Enschedesche Stoombierbrouwerij uit Enschede. Het bedrijf ging verder onder de naam "N.V. Bierbrouwerij De Klok Enschede-Groenlo". Later veranderde de naam in Grolsche Bierbrouwerijen en werd het bier 'Grolsch' genoemd.
Ten behoeve van de koeling tijdens de zomer werd decennialang 's winters ijs uit de Grolse gracht gehakt en in geïsoleerde kelders bewaard. Het bier werd met paard en wagen vervoerd, waardoor het bereik zo'n veertig kilometer bedroeg. Eind 1945 werden de eerste vrachtwagens gekocht voor transport. Tot 1950 werd ook gebruikgemaakt van treinen, met speciale koelwagons. In 1946 startte de export naar onder andere Suriname, Curaçao, India en China, maar door sterk toenemende binnenlandse vraag werd hiermee snel gestopt.
Vanaf de jaren 1920 werd er ook limonade geproduceerd onder de naam 'Groli'. De limonadefabriek bleek winstgevend en groeide gestaag, totdat ze in 1972 afbrandde en de directie besloot niet te herbouwen.
Het bedrijf was van 1984 tot 2008 beursgenoteerd. Een groot deel van de aandelen was in handen van de familie De Groen. Deze familie heeft het bedrijf vanaf 1968 opgewerkt van lokale bierbrouwerij tot een internationaal bedrijf. In 1995 kreeg de brouwerij het predicaat Koninklijk. Tot 2004 werd Grolsch in Groenlo en in Enschede gebrouwen. Sinds 2004 zijn die beide vestigingen gesloten en staat er een nieuwe brouwfabriek in Usselo (gemeente Enschede), op de grens met Boekelo. In november 2007 deed de van oorsprong Zuid-Afrikaanse bierbrouwer SABMiller een overnamebod op Grolsch. SABMiller was bereid in totaal € 816 miljoen te betalen ofwel € 48,25 per aandeel en het bod lag ongeveer 84% boven de beurskoers. Familie De Groen, het bestuur en de raad van commissarissen van Grolsch gingen akkoord. Sinds 2009 is de brouwerij een van de 135 brouwerijen van SABMiller. In november 2015 maakte SABMiller bekend dat het Grolsch wil verkopen in aanloop naar de overname door AB InBev. In april 2016 accepteerde AB InBev het bod van het Japanse Asahi om Grolsch (en Peroni en Meantime) over te nemen.

### 1997
In 1997 bestond de Grolsch beugelfles 100 jaar. Dit werd gevierd met het uitbrengen van zes speciale bieren op beugel, met bijbehorend glas, verdeeld over het jaar, te weten:
1. Calixtus (januari)
2. Het Kanon (maart)
3. Twee Zwaluwen (mei)
4. Lodewijk XIII (juli)
5. Picardijn (september)
6. De Vierde Wijze (november)

Aan het eind van het jaar kon gestemd worden welk van deze het lekkerst was. De consument verkoos "Het Kanon", dat sindsdien onder de naam "Kanon" verkrijgbaar is in pijpjes en blikken.

### 1998
Om het einde van het jaar 1997, "het jaar van de beugel", te vieren, bracht Grolsch een speciaal bier uit:
- Finale (1,5 l)

De 1,5 l beugelfles was echter te dun ('explosiegevaar'), dus werd deze pas eind 1998 uitgebracht.

### 1999
In 1999 bracht Grolsch een drietal bieren in verschillende maten beugelfles uit, te weten:
- Gister (1,0 l)
- Vandaag (1,5 l)
- Morgen (2,0 l)[6]

### 2005
Elf bekende Nederlanders hebben op initiatief van bierbrouwer Grolsch een beugelfles beschilderd tot kunstwerk. De BN'ers, onder wie Rodrigo Otazu, Huub Stapel en Wendy van Dijk, veilden eind januari 2006 op eBay hun kunstwerken voor een zelfgekozen goed doel.
Eind 2005 bracht Grolsch een nieuw bier uit, gebrouwen volgens het Duitse Reinheitsgebot: Premium Weizen.

### 2008
Op dinsdag 12 februari 2008 maakte Grolsch bekend dat er een nieuwe, groene, beugelfles op de markt zou worden gebracht. Bij deze beugelfles was, net als het groene pijpje, het logo op de zijkant gedrukt. De vernieuwde beugelfles kwam mei 2008 op de markt. Tevens werd Grolsch op 12 februari 2008 overgenomen en werd het een dochteronderneming van SABMiller plc.

### 2015
Op 20 mei 2015 introduceerde Grolsch tijdelijk een beugelfles met een inhoud van 1,5 liter Grolsch Pilsner. Elke fles heeft een eigen nummer. De labels daarvoor werden met de hand bevestigd. Onder op de fles staat het kenteken GG97 en op de verzegeling van het etiket staat GG15. Het GG verwijst naar Theo de Groen uit Groenlo. De 97 verwijst naar het jaar waarin begonnen werd met de verkoop van het bier in een beugelfles. De 15 staat voor het gegeven dat 400 jaar eerder Willem Neerfeldt in wat nu Groenlo is, begon met het brouwen van bier. Om die reden wordt de fles de 'jubileumbeugel' genoemd.

## De fles

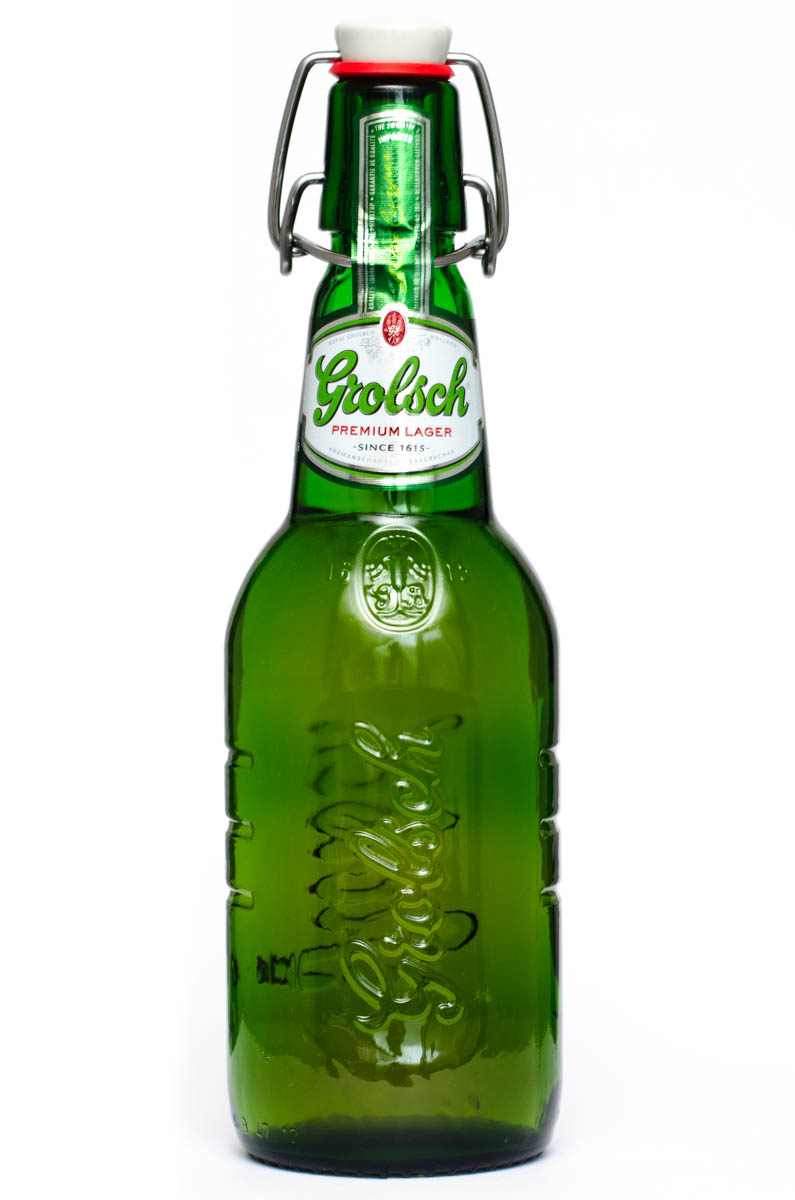
Grolsch beugelfles van na 2008

De brouwerij is bekend vanwege de halve liter beugelfles, die sinds 1897 in gebruik is en te danken is aan Theo de Groen. Toen na de Tweede Wereldoorlog de kroonkurk aan populariteit won, bleef de brouwerij halsstarrig vasthouden aan de beugelfles. De fles is menigmaal aangepast; zo kreeg de fles rond 1963 zijn huidige ronde uiterlijk. In 2008 kondigde Grolsch het einde aan van de bruine beugelfles in Nederland. In plaats daarvan kwam er een nieuwe groene beugelfles in een uitvoering die gebaseerd was op het ontwerp van het vernieuwde pijpje. Er worden meer dan 200 miljoen flessen per jaar gemaakt. De beugeldop wordt tegenwoordig uit financieel en milieuoogpunt (porselein bemoeilijkt het recyclen van glas) van kunststof gefabriceerd. Onderaan de beugelfles bevindt zich een code, waaruit het jaartal van fabricage is af te leiden. Een beugelfles heeft normaal gesproken een inhoud van 0,45 liter. Voor de export waren de flesjes voor 2008 ook al groen.
In 1995 introduceerde Grolsch in Nederland de zogenaamde kroonbeugelfles, een wegwerpfles van 33cl met kroondop in de vorm van de beugelfles. In het buitenland was deze fles al wel verkrijgbaar.
Al in 1962 bood Grolsch echter ook flessen met kroonkurk aan in het "oude" pijpje. En in 1968 was het bier ook verkrijgbaar in de toen pas geïntroduceerde Eurofles van 50cc.
Alhoewel menig bier uit het Grolsch assortiment nog steeds in het pijpje verkrijgbaar is, was Grolsch in 2007 na 21 jaar de eerste bierbrouwerij die afstapte van de standaardretourfles. Sindsdien werd het bier verkocht in een zelf vormgegeven groene fles. Deze fles met daarin het Grolsch-logo als reliëf, had een opvallend klein halsetiket. Ook de inhoud van de fles week af van die van de standaardretourfles. In de nieuwe fles zat 33 cl, wat 10% meer was dan in de standaardretourfles. In 2014 heeft de brouwerij haar pilsenerfles wederom door een nieuw model met een inhoud van 30 cl vervangen.
In 2002 introduceerde Grolsch bij wijze van experiment een plastic PET-fles in de vorm van een pijpje tijdens het festival Mundial.
Van 2008 tot 2011 bracht Grolsch zijn eigen variant van de thuistap, de Cheersch, waarvoor een speciale fles was ontwikkeld, maar de opbrengst viel tegen.

## Reclame
In 1959 kwam Grolsch voor het eerst met een door reclamemaker Gerard Brummer ontwikkelde reclamecampagne met de titel Vakmanschap is Meesterschap. In de campagne van de jaren zeventig, met foto's van Paul Huf, kwamen ambachtslieden in beeld, in combinatie met het ambachtelijke Grolsch. De muziek voor deze reclames werd geschreven door Clous van Mechelen. Grolsch gaf een grammofoonplaat uit met die muziek, in verschillende stijlen met de titel Grolsch going baroque … and soul.
In 2008 werd het stadion van betaaldvoetbalclub FC Twente omgedoopt in De Grolsch Veste. Bekende slogans van Grolsch waren "Bierkenners vragen: Grolsch" en "Op een dag drink je geen bier meer, maar drink je Grolsch".

## Water
Voor het water dat het bedrijf gebruikt voor het brouwen en spoelen, beschikt het bedrijf over twee eigen bronnen, een in Hengelo (Overijssel) en een in Enschede. Deze bronnen worden door regenwater continu aangevuld. Het bedrijf heeft met het waterleidingbedrijf Vitens afspraken gemaakt over de levering van water, wanneer te weinig eigen bronwater voorradig is of wanneer er een toevoerleiding vanaf een bron defect zou raken.

## Overige informatie
Tijdens de vuurwerkramp op 13 mei 2000 werd de brouwerij in Enschede zwaar getroffen en moest de bierproductie uitwijken naar elders. Onder meer brouwerij Hertog Jan nam tijdelijk een deel van de Grolsch-productie over. In 2004 werd op de grens van Usselo en Boekelo een nieuwe brouwerij geopend, als vervanging van de vestigingen in Enschede en Groenlo. De bouw werd enkele jaren vertraagd door protesten van omwonenden. Vanaf voorjaar 2005 wordt de gehele productie gemaakt op deze nieuwe locatie en werden de andere vestigingen gesloten.
Op 18 april 2007 legde de Europese Commissie een boete van bijna 32 miljoen euro op aan Grolsch vanwege verboden prijsafspraken met drie andere brouwers. Bij inspecties had de Commissie aantekeningen gevonden van geheime besprekingen waarin de bierverkopen aan supermarkten, hotels, restaurants en cafés werden verdeeld. De afspraken, die op het hoogste niveau van de organisaties werden gemaakt, omvatten ook de goedkope private labels en kortingen aan kasteleins. Eurocommissaris voor Mededinging Neelie Kroes noemde het samenspannen van brouwers om de Nederlandse markt onder elkaar te verdelen en de prijzen op te drijven een duidelijke schending van de regels. Volgens de commissaris probeerden de vier hun sporen te verbergen door codenamen te gebruiken, waaruit blijkt dat de bierbrouwers wisten dat hun afspraken illegaal waren. De andere betrokken brouwerijen waren Heineken (219 miljoen boete), Bavaria (23 miljoen boete) en InBev. Deze laatste firma ontliep een boete door informatie te verstrekken over het kartel en over andere brouwers in de EU-markt die "doorslaggevend" was in het onderzoek. De vier brouwers hadden vrijwel de gehele Nederlandse biermarkt in handen, met een aandeel van ongeveer 50 procent voor Heineken en 15 procent voor elk van de andere drie.

## Uitgebrachte bieren
De brouwerij brouwt van oorsprong drie soorten bier: pilsener, oud bruin en bockbier (Herfstbok en Premium Lentebok). In latere jaren werden daar andere varianten aan toegevoegd, waaronder Het Kanon, een extra zwaar bier met 11,6% alcohol, en Grolsch 2.5 een licht bier met 2,5% alcohol met nog de twee varianten, Lemon en Pink Grapefruit. In 2005 is hier onder andere het bier Premium Blond aan toegevoegd. Premium Blond is licht gerijpt, heeft een lichte frisse pilssmaak en 30% minder calorieën dan Premium Pilsner. Later in 2005 is Grolsch Premium Weizen aan het assortiment toegevoegd, een naar Duitse stijl gebrouwen Weizenbier met 5,5% alcohol. Binnen de weizens wordt ook onderscheid gemaakt tussen de 'originele' Grolsch Premium Weizen en sinds 2007 de Dunkel Weizen, een bovengistend amberkleurig bier met een lichte karamelsmaak.
In het alcoholvrije segment is Grolsch vertegenwoordigd met Grolsch Premium Malt, vroeger Special Malt geheten. Daarnaast maakt men ook het alcoholarme biertje Stender. Grolsch heeft ook enige tijd het mix-biertje Zinniz uitgebracht, maar dit product werd geen succes. Het verdween daarom weer uit het assortiment.
Voor de export brouwt Grolsch Amsterdam Explorator, Amsterdam Mariner en Explorator of Holland. Sinds 2006 brouwt Grolsch ook het Portugese bier Tagus in opdracht van de Portugese brouwer Cereuro. Grolsch brouwde al langer het Amerikaanse Miller Genuine Draft voor de Europese markt.
Naast de permanente bieren brengt Grolsch ook seizoens- of gelegenheidsbieren uit, die slechts tijdelijk beschikbaar zijn en soms slechts regionaal in Oost-Nederland (Noaber). Voorbeelden hiervan zijn Calixtus, Picardijn, Finale, Zomergoud, Wintervorst, Gister, Vandaag, Morgen, Noaber en Musketier.

### Zinniz
Zinniz bestond uit drietal mixbiertjes van 5% alc. vol. dat Grolsch uitbracht in 2002-2003. Met dit bier probeerde Grolsch een graantje mee te pikken in het steeds populairder wordende segment van de mixdrankjes bij het jongere vrouwelijke uitgaanspubliek. In eerste instantie waren er drie smaken: orange twist, tropical red en crispy lime verkrijgbaar in blik en flesje met draaidop. Later werden twee van deze smaken vervangen door wodka lime en gin lemon. Ook de blikvariant ging al spoedig uit het assortiment. Een jaar na de introductie bleek de animo voor mix-drankjes, en Zinniz in het bijzonder, alweer flink gedaald en stopte Grolsch met de productie ondanks een net opgestarte promotiecampagne waarbij de consument een eigen logo kon verzinnen voor een re-styling van Zinniz (the icon battle).

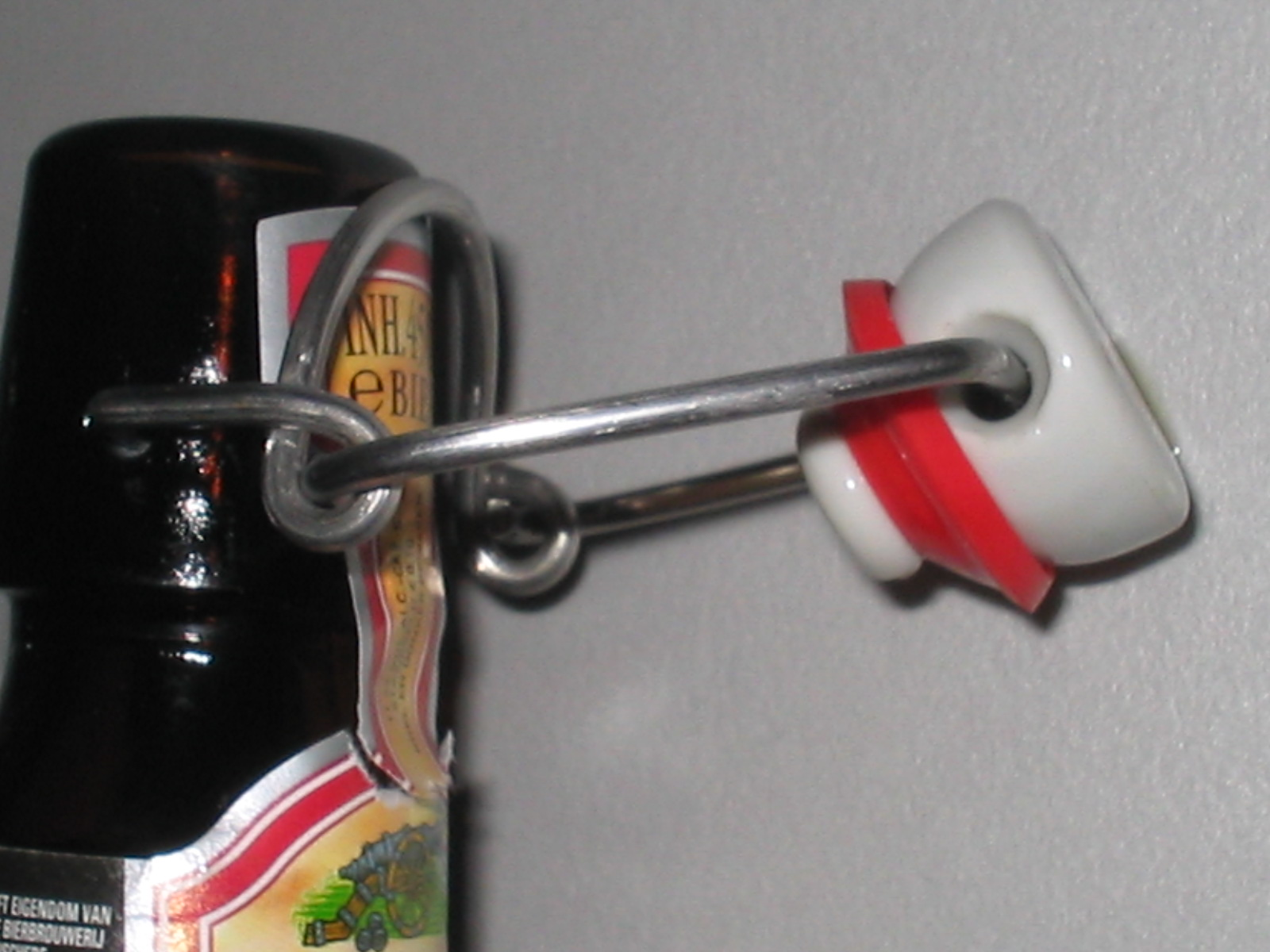
Beugel
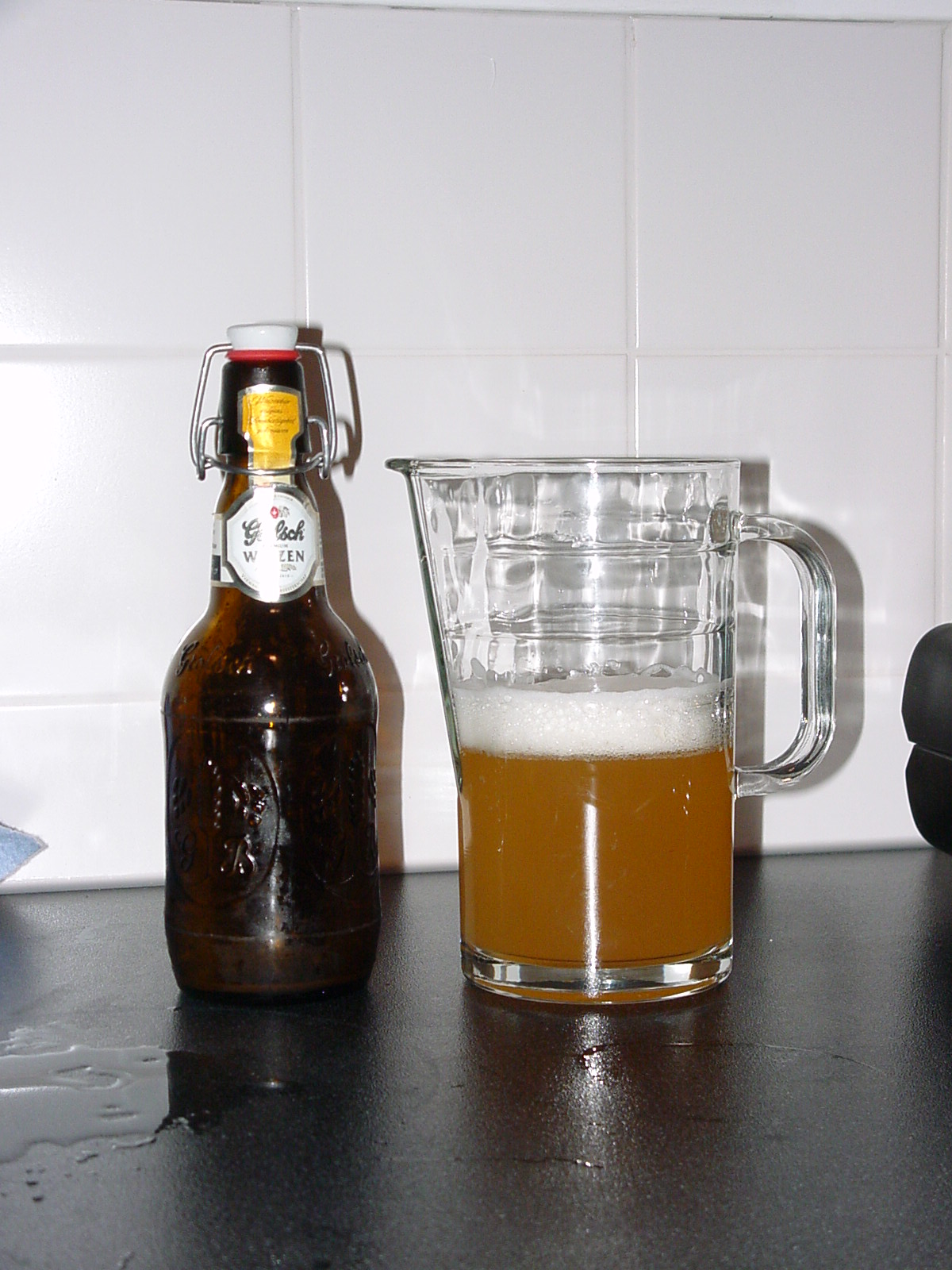
Beugelfles met ingeschonken Premium Weizen
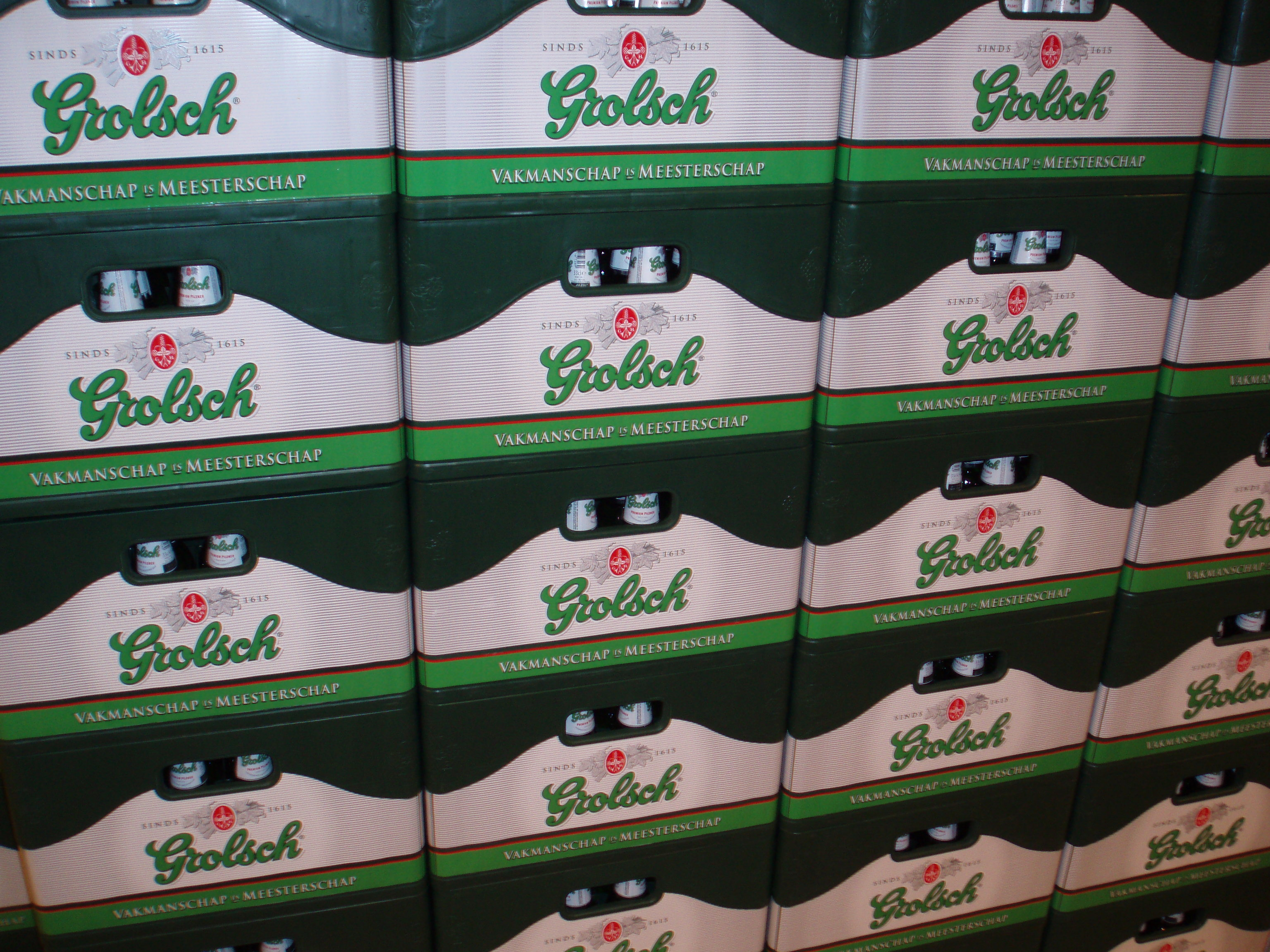
Kratten
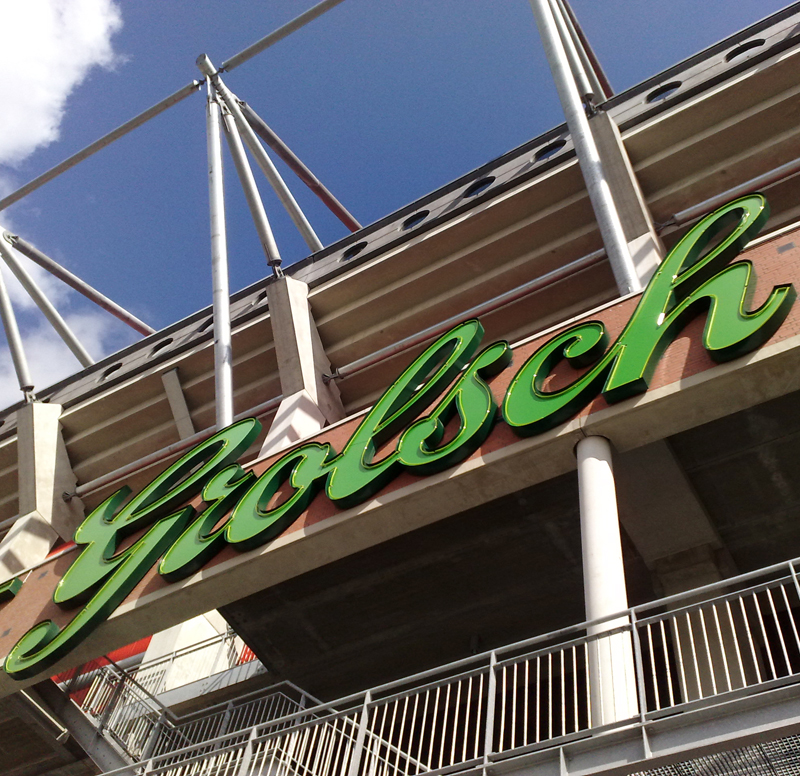
De Grolsch Veste
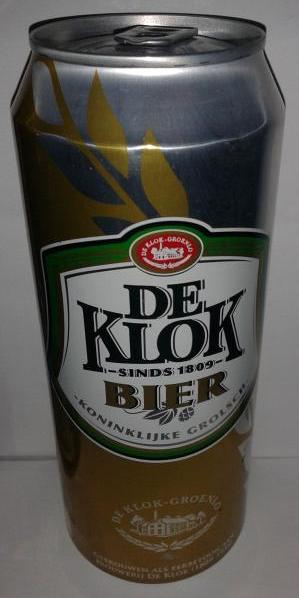
Grolsch De Klok
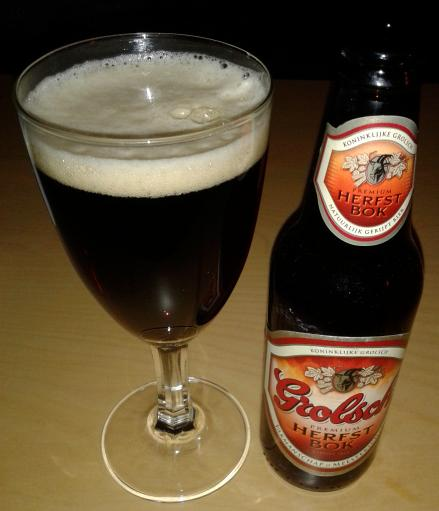
Grolsch Herfstbok
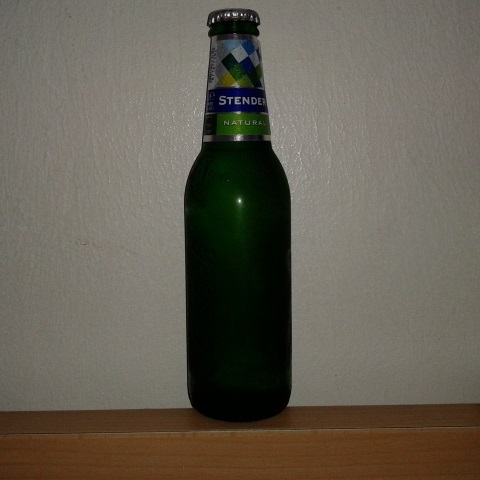
Grolsch Stender
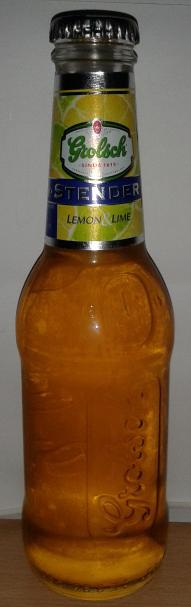
Grolsch Stender Lemon&Lime
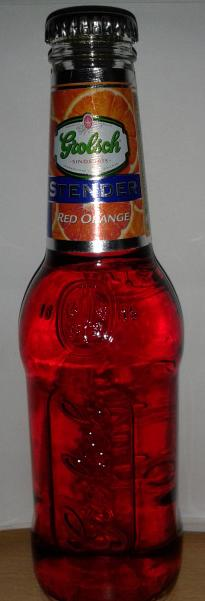
Grolsch Stender Red Orange
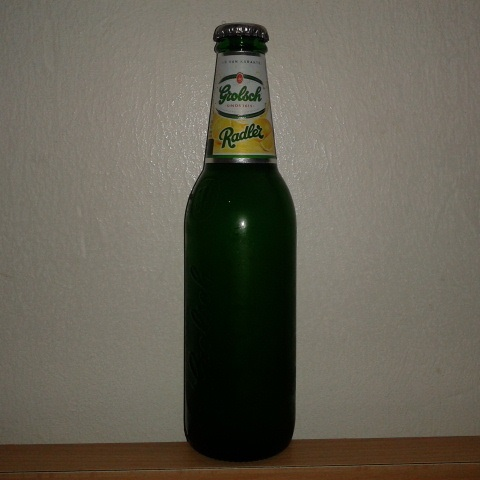
Grolsch Radler
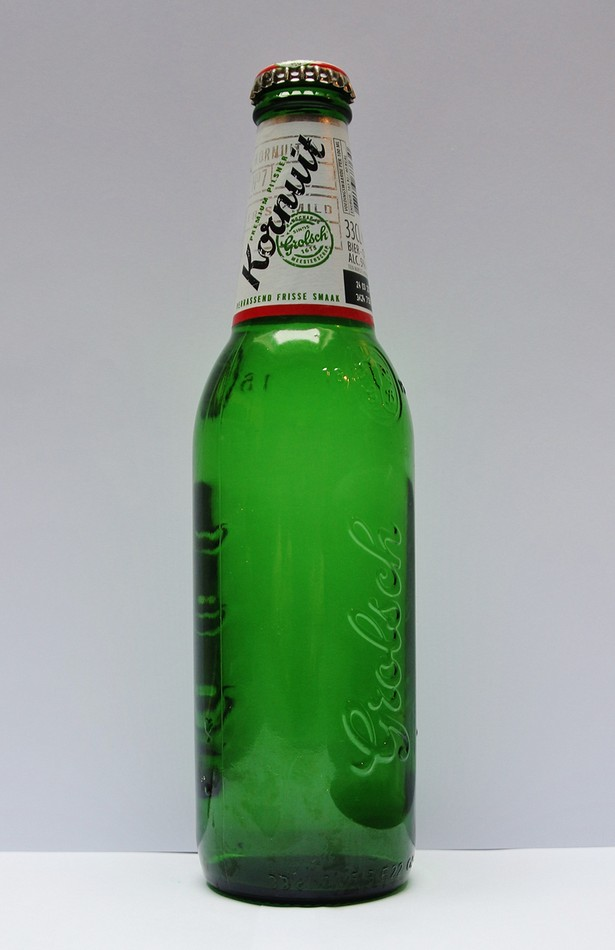
Grolsch Kornuit (2013)

## Overzicht assortiment
- Grolsch Premium Pilsner (5% alc.vol.)
- Grolsch Puur Weizen (5,5% alc.vol.)
- Grolsch Weizen 0,0 (0,0% alc.vol.)
- Grolsch Frisse Lentebok (7% alc.vol.)
- Grolsch Kristalheldere Zomerbok (6,4% alc.vol.) (vanaf 2018)
- Grolsch Dunkel Weizenbock
- Grolsch Rijke Herfstbok (6,5% alc.vol.)
- Grolsch Gerijpte Herfstbok (6,6% alc.vol.) (vanaf 2015)
- Grolsch Winterbok (7,5% alc.vol.) (vanaf winter 2016)
- Grolsch Krachtig Kanon (11,6% alc.vol.)
- Grolsch Kruidige Pale Ale (6% alc.vol.)
- Grolsch 0.0% (alc. vrij) (sinds 2017)
- Grolsch Radler in verschillende variëteiten (2% alc.vol.)
- Grolsch Klassieke Blond (6,7% alc.vol.) (sinds 2018)
- Grolsch Kruidige Tripel (8,3% alc.vol) (vanaf september 2018)
- Grolsch Blonde Saison (6,5% alc.vol.) (sinds 2019)
- Grolsch Herfstbier 0,0% (0,0% alc.vol.) (sinds 2019)
- Grolsch Frisbittere IPA (5,5% alc.vol.) (sinds 2020)
- Grolsch Zomertijd 0.0% (0,0% alc.vol.) (sinds 2023)
- De Klok Blond (4,2% alc.vol.) (Voorheen Grolsch Premium Blond)
- De Klok Radler
- Miller Genuine Draft (4,3% alc.vol.) (Alleen voor de Ierse markt, inclusief Noord Ierland)

### Uit het assortiment
- Grolsch Oud Bruin (2,5% alc.vol.)
- Grolsch Dunkel Weizen (sinds 2007, 6% alc.vol.)
- Grolsch Cranberry Rosé (Weizen) (5,5% alc.vol.)
- Grolsch Pilsner Speciale (sinds 2007, 5,5% alc.vol.)
- Grolsch Amber (Amber Ale) (1988 - 2002, ook niet meer voor export verkrijgbaar (2010))
- Grolsch Milde Amber (5% alc.vol.) (2014 - 2015)
- Grolsch Bokbier (6,5% alc.vol.)
- Grolsch Premium Dry (5% alc.vol.)
- Grolsch 2.5 (2,5% alc.vol.)
- Grolsch 2.5 Pink Grapefruit (2,5% alc.vol.)
- Grolsch 2.5 Lemon (2,5% alc.vol.)
- Grolsch Maerten (3,5% alc.vol.)
- Grolsch Meibok (6,5% alc.vol.)
- Grolsch Münchener (5% alc.vol.)
- Grolsch Radler Mandarijn (2% alc.vol.) (vanaf maart 2015 tot 2016)
- Grolsch (Royale) Weizen-IPA (6,0% alc.vol.) (van 2017 tot 2020)
- Grolsch Speciaal (6,5% alc.vol.)
- Grolsch Special Malt (0,1% alc.vol.)
- Grolsch Wintervorst (7,5% alc.vol.)
- Grolsch Zomergoud (5% alc.vol.)
- Stender Alcoholvrij (0,1% alc.vol.)
- Grolsch Stender Alcoholarm (0,5% alc.vol.)
- Grolsch Stender Lemon & Lime (0,5% alc.vol.)
- Grolsch Stender Red Orange (0,5% alc.vol.) (sinds 2013)
- Grolsch Dry (5% alc.vol.)
- Grolsch Premium Malt (0,1% alc.vol.)
- Grolsch Kornuit (5% alc.vol.) (2013 - 2022)
- Grolsch Kornuit 0,0% (0,0% alc.vol.) (2019 - 2022)
- Zinniz orange twist (5% alc.vol.)
- Zinniz tropical red (5% alc.vol.)
- Zinniz crispy lime (5% alc.vol.)
- Zinniz wodka lime (5% alc.vol.)
- Zinniz gin lemon (5% alc.vol.)

### Gelegenheidsbieren
Regelmatig brengt de brouwerij een gelegenheidsbier op de markt, waar meestal een apart glas bij hoort.
- Calixtus (1997, 5,5% alc.vol.)
- Lodewijk XIII (1997, 6% alc.vol.)
- Picardijn (1997, 6,5% alc.vol.)
- Twee Zwaluwen (1997, 5% alc.vol.)
- De Vierde Wijze (1997, 7,5% alc.vol.)
- Het Kanon (1997, 11,6% alc.vol.)
- Bariton (1998, 6,5% alc.vol.) proeftijd
- Gister (8% alc.vol.), Vandaag (6,5% alc.vol.) en Morgen (1999), een drieluik in bier.
- Proeftijd Bazuin (1999, 6,5% alc.vol.)
- Proeftijd Bazuin II (1999, 6,5% alc.vol.)
- Proeftijd Grandeur (2000, 6,5% alc.vol.)
- Proeftijd Kornuit (2001, 6% alc.vol.)
- Proeftijd Kornuit Grande Réserve (2001, 7,5% alc.vol.)
- Jacques
- Pauli
- Finale (1997, 1998, 6,5% alc.vol.)
- Grolsch 1999 (1999)
- Finale 2000 (2000, 6% alc.vol.)
- Grolsch Zilver, gebrouwen ter gelegenheid van het vijfde lustrum van studentenvereniging Audentis
- Noaber (2004, 6,9% alc.vol.), gebrouwen ter gelegenheid van de opening van de nieuwe brouwerij, bleef enkele jaren in het assortiment. 'Noaber' betekent 'buur' in het Nedersaksisch dialect dat zowel in de Achterhoek (Naober) als Twente (Noaber) wordt gesproken.
- Grolsch Sensual White en Grolsch Industrial Black (2005), wit en zwart kleurend bier speciaal voor het Sensation Dance Event.
- Grolsch Legioen (2005, 5,5% alc.vol.), gebrouwen ter gelegenheid van het 2000-jarig bestaan van de stad Nijmegen.
- Grolsch Geluk 2008 (2007, 7% alc.vol.)
- Grolsch Voorspoed 2008 (2007, 6,5% alc.vol.)
- Dappere Dirk - Soetermeersch Geuzenbier (2008, 5,6% alc.vol.), ter gelegenheid van het 1000-jarig bestaan van Zoetermeer
- Trots (2010), ter gelegenheid van het kampioenschap van FC Twente in 2010
- Grolsch Geluk 2009 (6% vol.vol)
- Grolsch Voorspoed 2009 (8,5% alc.vol)
- Grolsch Geluk 2010 (4,5% alc.vol)
- Grolsch Voorspoed 2010 (5,5% alc.vol)
- Grolsch Musketier 2017 (6,5% alc.vol)
- Grolsch Brut Blond (5,7% alc.vol), ter gelegenheid van het 20-jarig jubileum van het tijdschrift LINDA. in 2023.
- Grolsch Clubliefde (5,2% alc.vol), gebrouwen ter gelegenheid van de afscheidswedstrijd van FC Twente icoon Wout Brama in 2023. Slechts een zeer kleine oplage.